# Орсо Іпато
Орсо Іпато (італ. Orso Ipato) (? — 742) — 3-й традиційний і 1-й історично підтверджений венеційський дож.

## Біографія
Вважається, що народився у Гераклеї, його звали Урс (лат. Ursus), що надалі в італійських хроністів перетворився на Орсо. У 726 році після того, як візантійський імператор Лев III Ісавр видає закон, що забороняє поклонятися зображенням святих, обурені венеційці обирають дожем місцевого мешканця, що не був візантійцем. Ним стає Урс (Орсо). Проте вважається, що його обрали до початку іконоборчої політики, а дукс (дож) лише підтримав загальне повстання.
Він особливо зосередився на зміцненні флоту проти лангобардів та арабів. Крім того, намагався підкреслити важливість військових навчань, і з цією метою заснував школу в Гераклеї, де молодь міста навчалася стрільбі з лука та арбалета.
Десь у 730-х роках відправив на допомогу равеннському екзарху Євтіхію, що перебував в облозі лангобардів на чолі із королем Лютпрандом 80 кораблів, що дозволило послабити облогу. За це Орсо отримав від візантійського імператора Лева III почесний титул іпат.
Після цього підкоряється екзархові і імператор затверджує його на посаді дукса (дожа) Венетіки. Але у 737 році дож загинув під час конфлікту між знаттю міст Гераклея та Еквілій. Цим скористався візантійський імператор впровадивши 738 року у Венетіці посаду військового магістра, першим з яких став Домініцій Лев Аброгат.